# Szilárd Németh
Szilárd Németh (Komárno, 8 augustus 1977) is een voormalig profvoetballer uit Slowakije van Hongaarse afkomst. Hij speelde als centrumspits in Slowakije, Tsjechië en Engeland gedurende zijn carrière. In de zomer van 2010 sloot hij zijn loopbaan af bij het Duitse Alemannia Aachen.

## Interlandcarrière
Németh kwam in totaal 59 keer (22 doelpunten) uit voor het Slowaaks voetbalelftal in de periode 1996-2006. Hij maakte zijn debuut voor de nationale ploeg op 27 maart 1996 in het vriendschappelijke duel in Bratislava tegen Wit-Rusland (4-0). Hij viel in dat duel na 64 minuten in voor Róbert Semeník.

## Erelijst
- Slowaaks landskampioenschap

1995, 1996, 1998, 2000, 2001
- Slowaakse beker

1997, 2000, 2001
- Football League Championship

2004
- Topscorer Corgoň Liga

2000, 2001
- Slowaaks voetballer van het jaar

2000